# Sámod
Sámod is een plaats (község) en gemeente in het Hongaarse comitaat Baranya. Sámod telt 226 inwoners (2001).